# ابن هیصم
ابراهیم بن عبدالغنی قبطی شهرت‌یافته و لقب‌گرفته به صاحب، امین‌الدین ابن هیصم (۱۳۹۷–۱۴۵۵م) وزیر مصری قبطی‌تبار در نیمهٔ اول سدهٔ نهم هجری بود. او چندین بار به منصب وزارت رسید. به اهل علم گرایش داشت و فقه حنفی اشتغال ورزید. 